# Gardner Nunatak
Gardner Nunatak är en nunatak i Antarktis. Den ligger i Västantarktis. Argentina, Chile och Storbritannien gör anspråk på området. Toppen på Gardner Nunatak är 1 670 meter över havet.
Terrängen runt Gardner Nunatak är lite kuperad.  Trakten är obefolkad. Det finns inga samhällen i närheten. 